# اسموکی خرسه
اسموکی خرسه (به انگلیسی: Smokey Bear) یک کمپین آمریکایی و نماد تبلیغاتی خدمات جنگلداری ایالات متحده است. در کمپین پیشگیری از آتش‌سوزی که طولانی‌ترین کمپین اعلان خدمات عمومی در تاریخ ایالات متحده است، شورای تبلیغات، خدمات جنگلی ایالات متحده (USFS) و انجمن ملی جنگل‌بانان ایالتی (NASF) با همکاری آژانس اف‌سی‌بی، از اسموکی خرسه برای آموزش مردم در مورد خطرات آتش‌سوزی‌های غیرقابل برنامه‌ریزی توسط انسان استفاده می‌شود.